# تپه سراب کوانه
تپه سراب کوانه مربوط به دوران پیش از تاریخ ایران باستان است و در شهرستان سرپل ذهاب، روستای سراب کوانه واقع شده و این اثر در تاریخ ۱۹ تیر ۱۳۴۸ با شمارهٔ ثبت ۸۳۴ به‌عنوان یکی از آثار ملی ایران به ثبت رسیده است.